# Epischura lacustris
Epischura lacustris är en kräftdjursart som beskrevs av S. A. Forbes 1882. Epischura lacustris ingår i släktet Epischura och familjen Temoridae. Inga underarter finns listade i Catalogue of Life.